# Friedrich Tempsky
Friedrich Tempsky, česky též Bedřich Tempský (27. února 1821 Praha (uváděno též 18. února) – 23. července 1902 Sankt Wolfgang im Salzkammergut), byl rakouský nakladatel, knihkupec a politik německé národnosti z Čech, v 60. letech 19. století poslanec Českého zemského sněmu.

## Biografie
Byl synem knihkupce Friedricha Tempského staršího. Sám působil jako nakladatel a knihkupec v Praze. Řidil firmu F. Tempsky. Vzdělání získal na výchovném ústavu v Stettenu ve Württembersku. Roku 1834 se přestěhoval po smrti otce za matkou do Vídně. Absolvoval obchodní oddělení polytechniky ve Vídni. 1. listopadu 1836 nastoupil do knihkupectví Karla Herolda. V roce 1840 se vrátil do rodné Prahy, kde převzal od ledna 1841 vedení jednoho místního knihkupectví a roku 1846 se stal jeho majitelem. Když během revolučního roku 1848 došlo ke zrušení cenzury, rozšířily se podnikatelské aktivity Friedrichy Tempského výrazněji i do nakladatelské činnosti. Zaměřoval se na vydávání školských učebnic. Vydával i dílo Františka Palackého, se kterým měl přátelské vztahy. Vydával i německé historické knihy. Od roku 1854 zasedal v pražské obchodní a živnostenské komoře. Od roku 1865 byl členem vedení České spořitelny a od roku 1868 radou jejího ředitelství. Byl také ředitelem České eskomptní banky a až do své smrti zasedal ve správní radě Buštěhradské dráhy.
Po obnovení ústavního systému vlády počátkem 60. let se zapojil i do politického života. V zemských volbách v Čechách roku 1861 byl zvolen na Český zemský sněm, kde zastupoval kurii obchodních a živnostenských komor, obvod Praha. Ze zdravotních důvodů ovšem na mandát po skončení zasedání sněmu rezignoval. K rezignaci došlo v listopadu 1862.
Angažoval se rovněž v pražské komunální politice. V období let 1861–1864 byl obecním starším. V obecním zastupitelstvu zasedal až do odchodu Němců ze zastupitelstva.
Roku 1872 získal Řád Františka Josefa. Zemřel v červenci 1902 na letním bytě v Sankt Wolfgangu.